# 聖弗朗西斯科薩波蒂特蘭
聖弗朗西斯科薩波蒂特蘭（西班牙語：San Francisco Zapotitlán）是危地馬拉的城鎮，由蘇奇特佩克斯省負責管轄，位於該國西南部，距離首府馬薩特南戈7公里，面積60平方公里，海拔高度640米，2010年人口18,816。
14°35′N 91°31′W / 14.583°N 91.517°W